# Roberto Nani
Roberto Nani (Sondalo, 14 dicembre 1988) è un ex sciatore alpino italiano.

## Biografia
Nani, originario di Livigno, ha esordito a livello agonistico nel 2003 e l'anno successivo ha cominciato a gareggiare in gare valide ai fini del punteggio FIS; ha debuttato in Coppa Europa il 2 dicembre 2009 a Val Thorens in slalom gigante e in Coppa del Mondo il 6 marzo 2011 a Kranjska Gora in slalom speciale, in entrambi i casi senza completare la prova. Sempre nel 2011 ha conquistato il suo primo successo in Coppa Europa, nonché primo podio, nello slalom speciale di Formigal del 16 marzo, mentre l'8 gennaio 2012 ha ottenuto i suoi primi punti in Coppa del Mondo, sul tracciato di Adelboden, giungendo 21º nello slalom speciale vinto dall'austriaco Marcel Hirscher. L'anno seguente ha partecipato allo slalom gigante valido ai fini dei Mondiali di Schladming 2013, suo debutto iridato, chiudendo al 23º posto, mentre nel 2014 ha preso parte ai XXII Giochi olimpici invernali di Soči 2014, sua unica presenza olimpica, senza concludere la prova di slalom gigante.
L'anno successivo ai Mondiali di Vail/Beaver Creek 2015, sua ultima presenza iridata, ha concluso al 6º posto lo slalom gigante e il 25 ottobre ha ottenuto nello slalom gigante di Sölden il suo miglior piazzamento in Coppa del Mondo (4º). In Coppa Europa ha ottenuto l'ultima vittoria l'8 febbraio 2020 a Berchtesgaden in slalom gigante e l'ultimo podio il 20 febbraio successivo a Jasná nella medesima specialità (3º). Ha preso per l'ultima volta il via in Coppa del Mondo il 28 febbraio 2021 a Bansko in slalom gigante, senza completare quella che sarebbe rimasta la sua ultima gara in carriera: inattivo da allora, ha annunciato il ritiro nel marzo dell'anno successivo.

## Palmarès

### Coppa del Mondo
- Miglior piazzamento in classifica generale: 37º nel 2014

### Coppa Europa
- Miglior piazzamento in classifica generale: 6º nel 2012
- 8 podi:
  - 3 vittorie
  - 3 secondi posti
  - 2 terzi posti

#### Coppa Europa - vittorie
| Data            | Località      | Paese    | Specialità |
| --------------- | ------------- | -------- | ---------- |
| 16 marzo 2011   | Formigal      | Spagna   | SL         |
| 19 gennaio 2012 | Lenzerheide   | Svizzera | SL         |
| 8 febbraio 2020 | Berchtesgaden | Germania | GS         |

Legenda:

GS = slalom gigante

SL = slalom speciale

### Nor-Am Cup
- Miglior piazzamento in classifica generale: 51º nel 2016
- 2 podi:
  - 1 vittoria
  - 1 terzo posto

#### Nor-Am Cup - vittorie
| Data             | Località | Paese       | Specialità |
| ---------------- | -------- | ----------- | ---------- |
| 27 novembre 2012 | Aspen    | Stati Uniti | GS         |

Legenda:

GS = slalom gigante

### Australia New Zealand Cup
- Miglior piazzamento in classifica generale: 18º nel 2016
- 1 podio:
  - 1 terzo posto

### Far East Cup
- Miglior piazzamento in classifica generale: 27º nel 2017
- 2 podi:
  - 1 vittoria
  - 1 secondo posto

#### Far East Cup - vittorie
| Data          | Località         | Paese  | Specialità |
| ------------- | ---------------- | ------ | ---------- |
| 20 marzo 2017 | Južno-Sachalinsk | Russia | GS         |

Legenda:

GS = slalom gigante

### Campionati italiani
- 3 medaglie[2]:
  - 2 ori (slalom speciale nel 2012; slalom gigante nel 2014)
  - 1 argento (slalom speciale nel 2014)